# Різниченко Олексій Миколайович
Різниченко Олексій Миколайович (30 червня 1994, Кривий Ріг, Дніпропетровсько обл., Україна — 27 вересня 2022, Лиман, Донецька область, Україна) — лікар сімейної медицини, завідувач амбулаторією сімейної медицини, активіст Євромайдану, лейтенант, начальник медичного пункту 66 ОМБр. Трагічно загинув під час евакуації поранених під час звільнення міста Лиман.

## Біографія
Народився у місті Кривий Ріг, Дніпропетровської області. Навчався у Криворізькій гімназії № 91, яку закінчив екстерном у 2011 році. Вступив на бюджет до Харківського Національного Медичного Університету за спеціальністю «Лікувальна справа», 2-й медичний факультет. У роки навчання був активним донором крові та плазми, займався науковою роботою, брав участь у профільних олімпіадах та конференціях. Отримав військову підготовку на кафедрі медицини катастроф та військової медицини ХНМУ, за військово-обліковою спеціальністю 901010:  лікувальна справа в наземних військах, в авіації та на кораблях. Отримав звання молодшого лейтенанта.
Під час Революції Гідності був активним її учасником у місті Харків. 1-го березня 2014 року був учасником подій біля ОДА та отримав травми від проросійськи-налаштованих активістів під час штурму будівлі.
Після закінчення навчання повернувся до рідного міста для проходження інтернатури, а після закінчення працював тут же у Амбулаторія загальної практики-сімейної медицини № 7 лікарем загальної практики, за декілька років став її завідувачем. Брав активну участь у Групі рівних для сімейних лікарів, медсестер та медичних освітян, займався науковою діяльністю, постійно підвищував свою кваліфікацію. Працював з ветеранами АТО, які проходили психологічну реабілітацію.

## Військова служба
25 лютого 2022 року пішов добровольцем до військкомату. До 11 травня 2022 року обіймав посаду начальника роти охорони. В цей же час проводив підготовку військових з першої медичної допомоги на полі бою. Активно співпрацював з волонтерами та забезпечував мобілізованих медикаментами та турнікетами.
11 травня отримав підвищення до лейтенанта та був переведений до 169-го навчального центру «Десна» імені князя Ярослава Мудрого. 17 травня, після удару ракет по селищу Десна, організовував надання допомоги постраждалим військовим.
У Десні Олексій був розподілений до 66 Окремої механізованої бригади, на посаду начальника медичного пункту. У ході своєї служби займався евакуацією поранених, надавав поточну медичну допомогу військовим та місцевим мешканцям, врятував сотні життів на полі бою.
27 вересня 2022 року, під час евакуації поранених у передмісті Лиману під час боїв за звільнення міста, БТР наїхав на міну, через що пасажири отримали несумісні з життям поранення. Олексій загинув смертю Герою, до останнього моменту рятуючи життя побратимів.

## Нагороди
- Нагрудний знак «За заслуги перед містом» III ступеню,
- Нагрудний знак «66 окрема механізована бригада»
- Орден "За Мужність" III ступеня (посмертно), Указ Президента України 215/2024 від 03.04.2024 р.

## Пам'ять
- У Кривому Розі було створено петицію за перейменування вулиці на честь Олексія Різниченка, яка отримала 1000 голосів. Проте міська влада не підтримала криворожан. У липні 2024р. вулицю Співдружності переіменовано на вулицю Олексія Різниченка.;
- У передмісті Лиману, на місці загибелі Олексія встановлено меморіальну дошку;
- 30 червня 2022 року відбувся велопробіг пам'яті Олексія Різниченко;
- Аліна Бабенко талановита співачка і музикант з Кривого Рогу написала пісню на честь, загиблого на війні Героя — лікаря з Кривого Рогу Олексія Резніченко.
- В амбулаторії сімейної медицини № 7 встановлено дошку пошани.
- Розпорядженням голови обласної державної адміністрації від 26.07.2024 № Р-314/0/3-24 вулицю Співдружності у м. Кривий Ріг перейменовано на Олексія Різниченка.